# Stachr

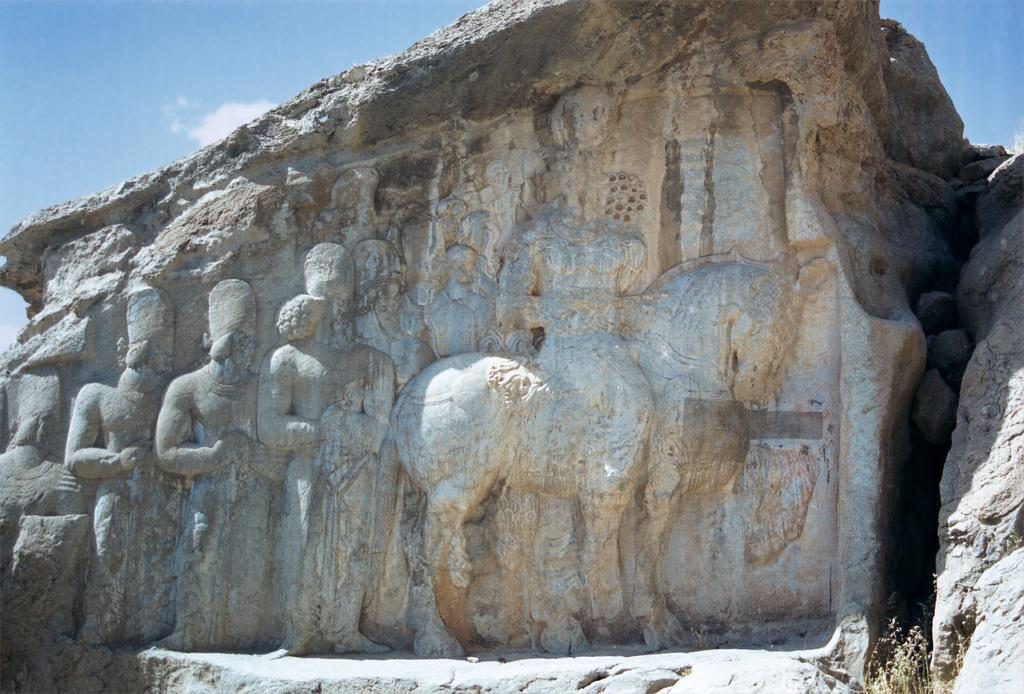
Sásánovský reliéf v Nakš-e Radžábu, jen několik set metrů od Stachru

Stachr nebo Istachr (v pahlavském písmu:; persky اصطخر‎) je název starověkého perského města, ležícího v dnešní íránské provincii Fárs (antické Persidě) severozápadně od Persepole. Jeho trosky zaujímají vrcholek výšiny, vypínající se nedaleko od silnice ze Šírázu do Isfahánu, okolí je dnes řídce osídleno.

## Dějiny
První stopy lidské činnosti v prostoru pozdějšího Stachru se datují již do 4. tisíciletí př. n. l. V historické době zde patrně vyrostlo elamské město, avšak skutečný rozkvět lokality spadá až do parthské a hlavně sásánovské epochy. Tehdy Stachr v podstatě převzal roli Persepole a Pasargad a stal se nejen správním, ale i náboženským centrem Persidy.
Význam města souvisel pochopitelně s tím, že první Sásánovci, Sásán a Pápak, byli kněží místního chrámu bohyně Anáhity a ve Stachru tak později proběhla řada korunovací perských králů z tohoto rodu (svědčí o tom skalní reliéfy v okolí, zobrazující královskou intronizaci). Dalším důvodem byla výhodná poloha lokality na důležité komunikaci, spojující sever a jih Persidy. Až do 7. století n. l. se mohlo město utěšeně rozvíjet (počet jeho obyvatel není znám), aniž by je ohrožovaly nepřátelské vpády či jiné nepříznivé činitele. V roce 640 se však v kraji objevili Arabové, a třebaže Stachrští úspěšně odrazili jejich první útoky, roku 643 se nakonec museli vzdát. Po protiarabské vzpouře byl pak Stachr v letech 648/649 vypleněn a jeho obyvatelstvo zčásti pobito.
Následoval úpadek spojený s postupným vylidňováním, rozpadem chrámů i soukromých budov, takže již ve 12. století zbývalo z kdysi významného města jen několik domů s přibližně stovkou obyvatel. Roli spádového centra oblasti převzal postupně Šíráz, založený roku 684 zhruba o 85 km jižněji.

## Novodobý výzkum
Ruiny Stachru pro Evropu objevili v roce 1848 E. Flandin a P. Coste, kteří vytvořili i první situační plány lokality. S vykopávkami se započalo ve třicátých letech 20. století, kdy prováděl výzkum Persepole německý archeolog a orientalista Ernst Herzfeld. V letech 1935–1937 dal Erich F. Schmidt pořídit první letecké snímky Stachru, z nichž lze zrekonstruovat rozsah města v raném středověku.
Z antických památek se do současnosti nedochovalo prakticky nic – patrné jsou jen zbytky mešity na jihozápadě, bazar, několik obytných domů a stavba, která byla nejspíš špitálem. Město bylo postaveno z velkých kamenů, nikoli z cihel, a bloky domů měřily v průměru 400 metrů čtverečních. Je možné, že mešita, postavená v asyrském slohu, sloužila v předislámské době jako zarathuštrovský chrám ohně.